# Prodromální stádium
Prodromální stádium je soubor nespecifických příznaků ohlašujících příchod nemoci. Málo vžitý je český výraz předchorobné stádium. K nejčastějším symptomům patří neurčité (nespecifické) příznaky, např. únava, zvýšená dráždivost, změna nálady, bolesti hlavy, úzkosti, nesoustředěnost, nechutenství, nespavost.